# Рекогносцировка (военное дело)

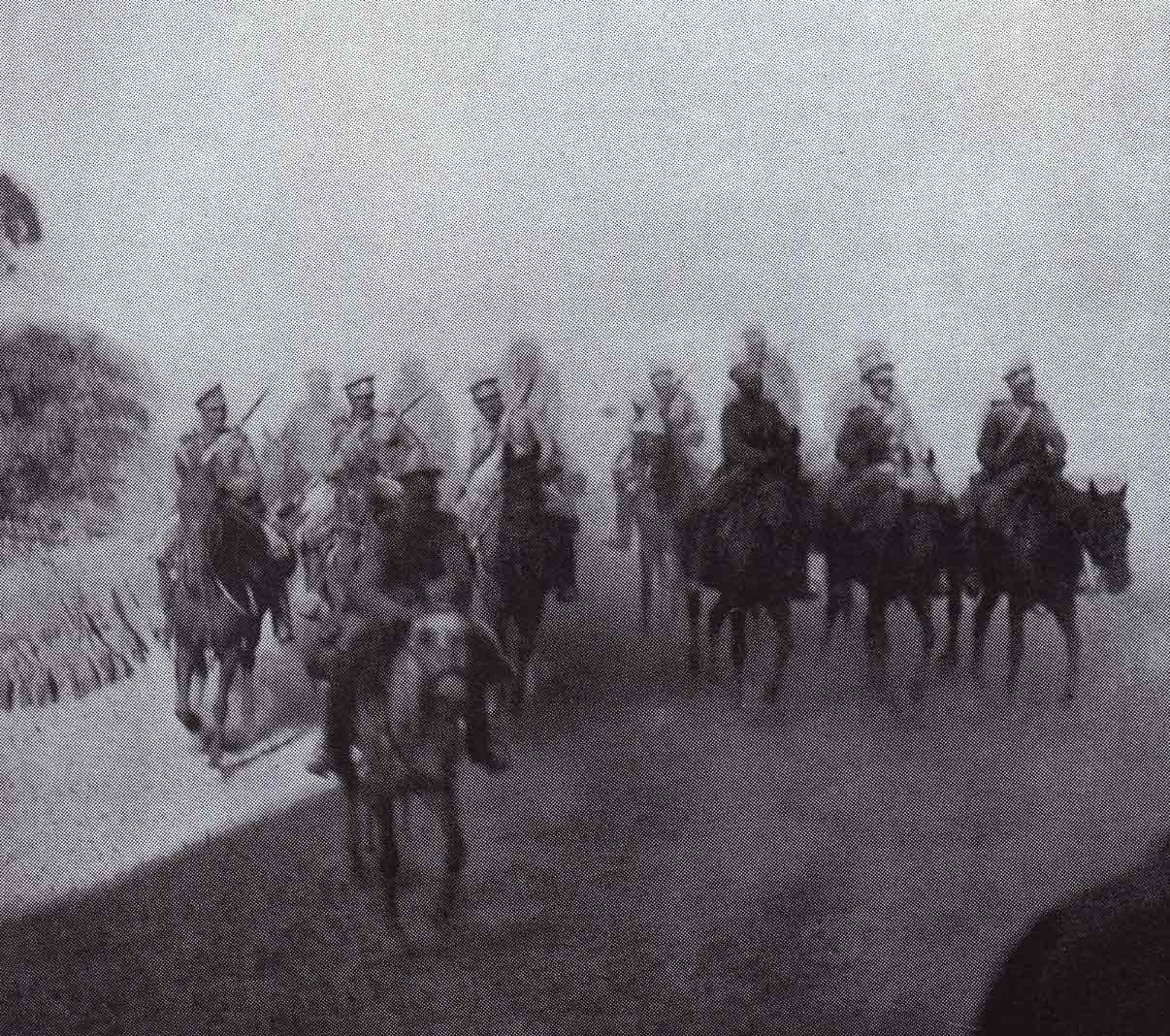
Кавалерийский разъезд выполняет рекогносцировку в ходе Мукденского сражения, 1904 год.

Рекогносциро́вка (от лат. recognosco — осматриваю) — разведка о расположении и силах неприятельских войск, визуальное изучение противника и местности в целях уточнения принятого на карте решения.

## История
Рекогносцировка проводится лично командиром батальона (роты) и выше с привлечением начальников штабов, заместителей, помощников, командиров подчинённых, приданных и взаимодействующих подразделений.
Примером рекогносцировки является объезд всей советско-финской границы командующим войсками Ленинградского военного округа К. А. Мерецковым вместе с членом Политбюро А. А. Ждановым в сентябре — ноябре 1939 года в преддверии советско-финской войны.
Также к примерам рекогносцировки следует отнести постоянные осмотры местности и объезды Ближнего Востока Наполеоном Бонапартом во время Египетского похода. Тогда рекогносцировка мало изученной военными территории Египта, Мальты и Сирии являлась главной задачей для французских армий.
При организации боя командир взвода (боевой группы) рассматривает одним из пунктов своего решения проведение рекогносцировки.

## Виды
Рекогносцировки бывают:
- обыкновенные, которые должны производится с наивозможной осторожностью, быстро и скрытно. Путём обыкновенных рекогносцировок поддерживается непрерывное наблюдение за противником, ранее они исполнялись передовыми войсками, преимущественно кавалерией, высылающей небольшие летучие разъезды разведчиков. В разведчики в Вооружённых силах Российской империи выбирались из лучших, наиболее сметливых и расторопных наездников, подготовляемых к делу ещё в мирное время;
- усиленные или форсированные, ранее производились отрядами из двух или трёх родов оружия непосредственно перед боем, с целью немедленно воспользоваться добытыми сведениями[5];
- топографическая.

Обследование местности с целью её изучения, оценки определения способов её использования или оборудования для предстоящего размещения или действия войск, также обследование с целью исправления и дополнения карт называется топографической рекогносцировкой… Результаты рекогносцировки (разведки) отдельных предметов и прилегающих к ним участков местности и отдельных её объектов обычно наносятся на крупномасштабную карту, аэроснимки или же оформляются в виде специальных графических документов Кроки….— И. А. Бубнов, А. И. Кремп, С. И. Фолимонов, «Военная топография». Учебник для военных училищ Советской Армии. Воениздат. М.: 1958 год. С. 306